# RNS-polimeráz I
Az RNS-polimeráz I enzim (más néven Pol I) az eukariótákban az a polimeráz (hosszú polimerláncokat előállító enzim), amely kizárólag riboszomális RNS-t (röviden rRNS) ír át. Ez a fajta RNS a sejtben előállított összes RNS több mint 50%-át teszi ki. Az 5S riboszomális RNS azonban kivétel, azt nem ez, hanem az RNS-polimeráz III írja át.

## Szerkezet és funkció
A Pol I 590 kDa-os molekulatömegű, 14 alegységből álló enzim, a Saccharomyces cerevisiae élesztőgombában működő Pol I szerkezetét 2013-ban határozták meg 2,8 Å felbontással. 12 alegysége azonos vagy hasonló az RNS-polimeráz II-höz és III-hoz. Két további a Pol II iniciációs faktoraihoz hasonlít, és a Pol III-ban vannak szerkezeti homológjaik.
A riboszomális DNS transzkripciója a nukleóluszban történik, ahol a 42,9 kbp-os rDNS-gén mintegy 400 példányban található tandem ismétlődésekben a nukleóluszszervező régiókban. Mindegyikük 13,3 kbp körüli 18S, 5,8S és 28S riboszomális RNS-kódoló szakaszból áll, köztük két belső átírt kitöltővel, az ITS1-gyel és az ITS2-vel, előttük 5ʹ-, utánuk 3ʹ-külsőátírtkitöltővel. Ezek együtt íródnak át 45S pre-rRNS-t alkotva. Ezután ezt poszttranszkripciósan lebontják a C/D box és a H/ACA box kis nukleoláris RNS-ei eltávolítva a két kitöltőt, 3 rRNS-t hagyva komplex lépéssorozattal. Az 5S rRNS-t a Pol III írja át. A Pol I-transzkripció egyszerűsége miatt a leggyorsabban működik, és a sejttranszkripciós szint mintegy 60%-át is adhatja exponenciálisan növekvő sejtekben.
A Saccharomyces cerevisiae 5S rDNS-e az rDNS-ismétlődésben van. Körülötte az NTS1 és az NTS2 nem átírt kitöltők vannak körülötte, és visszafelé történik transzkripciója a Pol III által az rDNS többi részétől eltérően.

## rRNS-transzkripció-szabályzás
A sejtnövekedési ütem a fehérjeszintézis sebességétől függ, mely a riboszómaszintézistől és az rRNS-transzkripciótól függ. Így a sejtbeli jeleknek koordinálniuk kell az rRNS-szintézist a fehérjetranszláció más részeivel. A Myc a humán rDNS-hez köt, stimulálva a Pol I általi rRNS-transzkripciót. Két mechanizmust azonosítottak, melyek lehetővé teszik a megfelelő rRNS-szintézis-irányítást és a Pol I-mediált transzkripciót.
A transzkripcióhoz elérhető rDNS-gének nagy mennyisége (több száz) miatt az első mechanizmus az egyidejűleg átírt gének mennyiségének változtatását tartalmazza. Emlőssejtekben az aktív rDNS-gének száma függ a sejttípustól és -differenciációtól. Általában a differenciáltabb sejtek kevesebb növekedést igényelnek, így kisebb az rRNS-szintézisük és az átírt rDNS-gének száma. Az rRNS-szintézis stimulációjakor az SL1 korábban csendes rDNS-gének promoteréhez köt, és preiniciációs komplexet hoz létre, melyhez a Pol 1 köt, elkezdve az rRNS-transzkripciót.
Az rRNS-transzkripció-változások történhetnek a transzkripciósebesség változásával. Bár a transzkripciósebesség-növekedés pontos mechanizmusa ismeretlen, ismert, hogy az rRNS-szintézis az aktívan átírt rDNS mennyiségének változása nélkül nőhet vagy csökkenhet.

## Transzkripciós ciklus
A transzkripció során 3 fő szakasz van:
1. Iniciáció: RNS-polimeráz-komplex létrehozása a promoteren transzkripciós faktorokkal
2. Elongáció: a gén nagy részének átírása megfelelő RNS-szekvenciára
3. Termináció: az RNS-transzkripció vége, az RNS-polimeráz-komplex lebomlása

### Iniciáció
A Pol I nem igényel TATA boxot a promoterben, helyette irányítóelemet igényel a −200. és a −107. és egy magelemet a −45. és a +20. hely közt.
1. A dimer eukarióta UBTF az irányítóelemet és a magot köti.
2. Az UBTF fehérjekomplexhez köt, ez emberben az SL1, egérben a TIF-IB, és egy TATA-kötő proteinből (TBP) és 3 TBP-asszociált faktorból (TAF) áll.[11][12]
3. Az UBF-dimer számos HMG-boxot tartalmaz, melyek köröket tesznek a korábbi régióba, lehetővé téve az UCE és a magelemek érintkezését
4. Az RRN3/TIF-IA foszforilálódik és a Pol I-hez köt.
5. A Pol I az UBF/SL1-komplexhez köt az RRN3 révén, elindítva a transzkripciót.

E folyamat eltérhet bizonyos élőlényekben.

### Elongáció
Miután a Pol I kilép és elmegy a promoterről, az UBF és az SL1 promoterkötöttek maradnak, újabb Pol I aktiválására várva. Minden aktív rDNS-gén többször átírható egyszerre, szemben a Pol II-vel átírt génekkel, melyek egyszerre 1 komplexszel asszociálnak. Bár az elongáció in vitro folyamatos, nem ismert, hogy ez így van-e a sejtben a nukleoszóma-jelenlét miatt. A Pol I feltehetően a nukleoszómákon át ír megkerülve vagy zavarva őket, feltehetően kromatinátrendező hatásokkal. Ezenkívül az UBF pozitív visszacsatolásként működhet, antirepresszorként erősítve a Pol I-elongációt. Egy további faktor, a TIF-IC stimulálhatja a transzkripciót és megszüntetheti a Pol I leállását. Ahogy a Pol I az rDNS-en végighalad, szupertekercsek leletkeznek a komplex előtt és mögött is. Ezeket a topoizomeráz I és II szabályos időközönként a Pol II-mediált transzkripcióhoz hasonlóan megszünteti.
Az elongáció valószínűleg a DNS-károsodás helyén megáll. A transzkripcióval együtt történő javítás a Pol II-átírt génekhez hasonlóan történik, és több javítófehérjét igényel, például a TFIIH-t, a CSB-t és az XPG-t.

### Termináció
A magasabbrendű élőlényekben az TTP-I az átírt rész 3ʹ-végének terminációs helyét elhajlítja. A TTF-I a PTRF-fel és egy T-gazdag szakasszal együtt a Pol I általi transzkripció megállítását és DNS-ről és az új átiratról való leválását indukálja. Ez nagy rRNS-termelés során sebességkorlátozó lehet. A TTF-1 és a PTRF ezután a Pol I általi transzkripció újbóli iniciációját stimulálják közvetve egyazon rDNS-génen. Egyes élőlényekben, például az élesztőben a folyamat bonyolultabb, és nem teljesen ismert.

## Rekombinációs forrópont
A rekombinációs forrópontok lokális rekombinációt növelő DNS-szekvenciák. Az élesztő HOT1-szekvenciája jól ismert mitotikus rekombinációs forrópontok. Ez RNS-polimeráz I-transzkripciós promotert tartalmaz. Egy RNS-polimeráz I-hiányos élesztőtörzsben a HOT1 rekombinációnövelő aktivitása kisebb. Az RNS-polimeráz I HOT1-promoter-függő transzkripciós aktivitása határozza meg a közeli mitotikus rekombináció szintjét.

## Fordítás
Ez a szócikk részben vagy egészben  a   RNA polymerase I című angol Wikipédia-szócikk ezen változatának fordításán alapul.  Az eredeti cikk szerkesztőit annak laptörténete sorolja fel. Ez a jelzés csupán a megfogalmazás eredetét és a szerzői jogokat jelzi, nem szolgál a cikkben szereplő információk forrásmegjelöléseként.